# Pingtingsan
Pingtingsan (egyszerűsített kínai írással: 平顶山, pinjin: Píngdǐngshān) prefektúra szintű város Kínában, Honan tartományban. Lakosainak száma 4 987 137 fő (2020).

## Népesség
| 2010 | 4 904 701 |
| 2020 | 4 987 137 |

## Testvérvárosok
- Szizrany